# Cresta del Gallo
La Cresta del Gallo es una formación montañosa de 523 metros de cota situada en la pedanía de Garres y Lages,integrada en la llamada Cordillera Sur, y próxima a la ciudad de Murcia. 
Debe su nombre al conjunto de grandes rocas rojizas enclavadas en lo alto de ella que le dan el aspecto de cresta de gallo, la mayor de las cuales es llamada popularmente por los murcianos La Panocha debido a su forma de mazorca de maíz. Junto con la sierra de Carrascoy, de la que es continuación natural, forma parte del parque regional de Carrascoy y El Valle.
El 7 de abril de 1931, por Real Orden 59/1931, fue declarado como sitio natural de interés nacional

## Formaciones principales

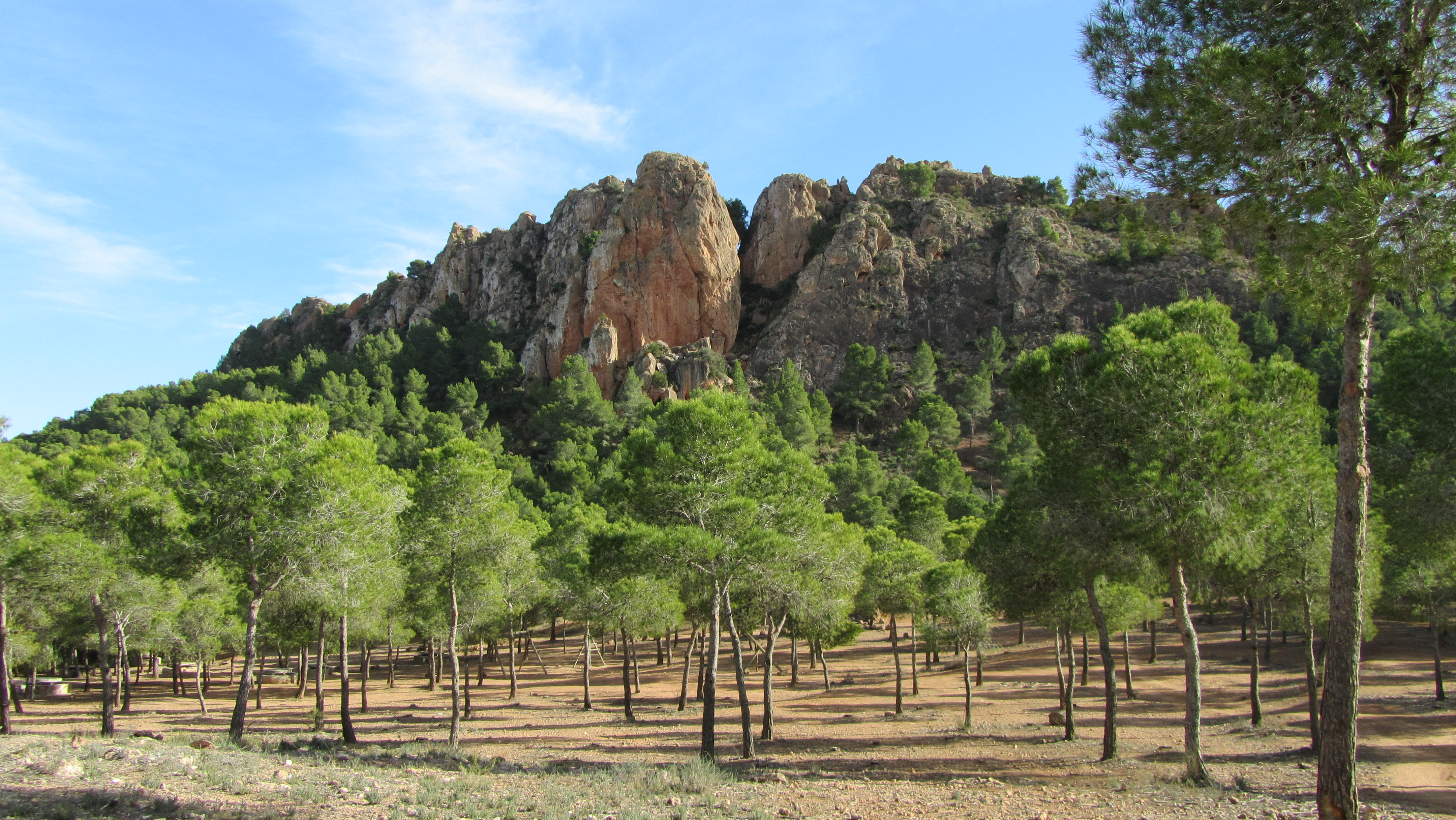
Pico de la Cresta del Gallo, con La Panocha en el centro.

La Panocha: monolito rocoso de 55 metros de desnivel máximo por su cara más alta, la vertiente norte. 
Solo es posible coronarlo escalando cualquiera de sus caras. Su forma, junto con el color rojizo característico que adquiere al atardecer, bien visible desde la ciudad de Murcia, le dan su nombre. Sin ser la cota mayor de la Cresta del Gallo (le corresponde al Relojero, con 605 metros), constituye, sin lugar a dudas, la formación rocosa más emblemática de todo el conjunto rocoso.

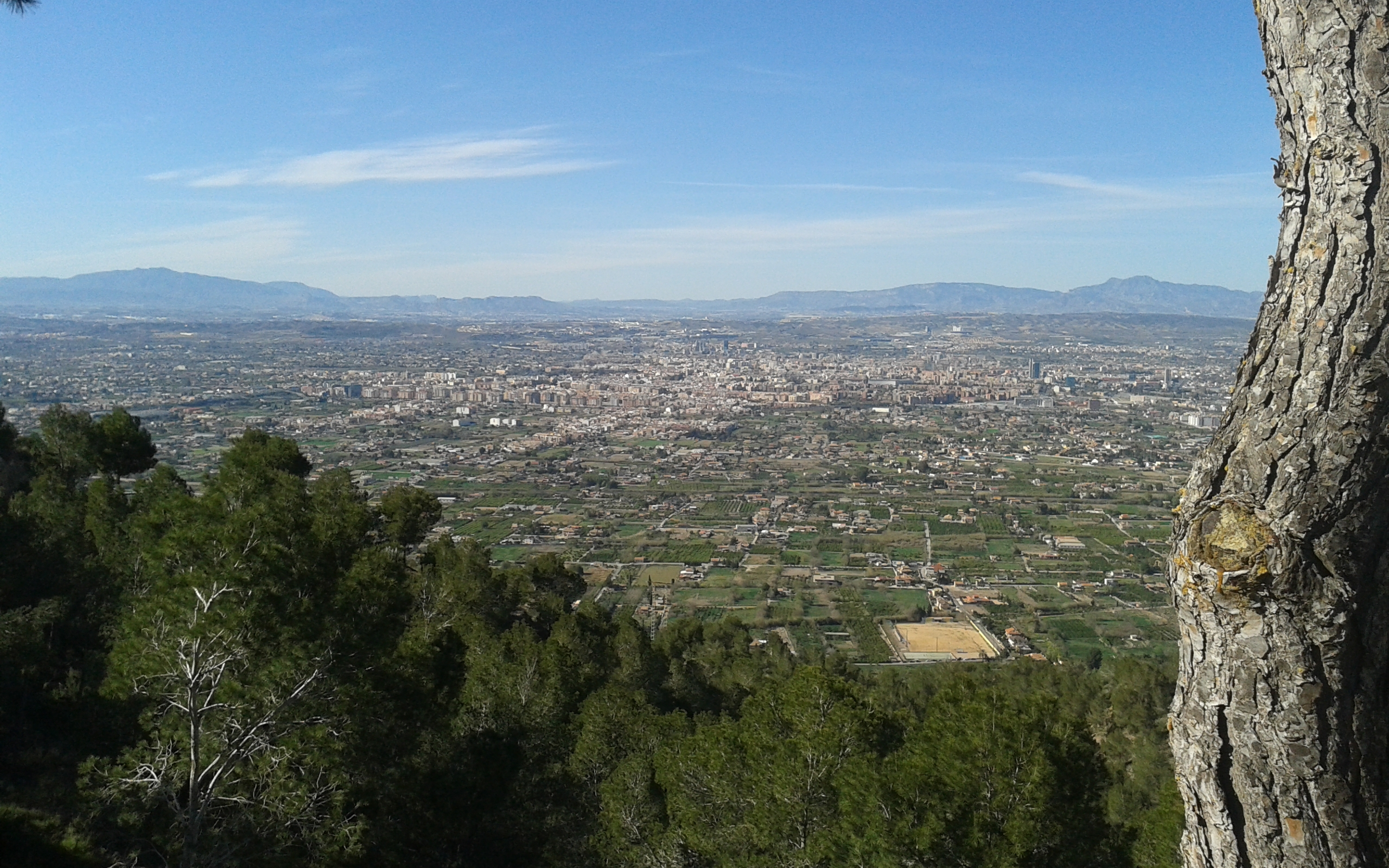
Vistas de Murcia desde la Cresta del Gallo

Desde su espalda, en los días más claros, se puede ver el Mar Menor.

## Actividades
En la Cresta del Gallo hay posibilidad de hacer escalada o aprenderla en una escuela y excursiones por la zona, partiendo del área recreativa. También merece una visita el mirador del camino del Relojero, uno de los picos más altos de la zona con 605 metros de cota o la observación del llamado paisaje lunar.
En el área recreativa hay facilidades para hacer pícnic y aparcar vehículos lo que hace de este enclave murciano un lugar ideal para visitar en familia.

## Acceso
Se sube a la misma por tres accesos principales: una pista parte de Beniaján, atravesando las antiguas fincas de La Tana; otra asciende desde Algezares, siguiendo la carretera de subida al Santuario de Nuestra Señora Virgen de la Fuensanta; y un último camino es el que sale de La Alberca y, atravesando El Valle, llega hasta la misma carretera del Santuario de la Fuensanta